# Campeonato Sub-20 de la OFC 1980
El Campeonato Sub-20 de la OFC 1980 se jugó en Fiyi y contó con la participación de 6 selecciones juveniles de Oceanía.
Nueva Zelanda venció en la final a Australia para ganar el título por primera vez.

## Participantes
| - Australia - Fiyi (anfitrión) | - Nueva Caledonia - Nueva Zelanda | - Papúa Nueva Guinea - Tahití |

## Fase de grupos

### Grupo 1
| País               | J | G | E | P | GF | GC | GD | Pts |
| ------------------ | - | - | - | - | -- | -- | -- | --- |
| Nueva Zelanda      | 2 | 1 | 1 | 0 | 7  | 2  | +5 | 3   |
| Fiyi               | 2 | 1 | 1 | 0 | 6  | 4  | +2 | 3   |
| Papúa Nueva Guinea | 2 | 0 | 0 | 2 | 2  | 9  | –7 | 0   |

| 7 de diciembre  | Fiyi               | 2–2 | Nueva Zelanda      |
| 9 de diciembre  | Nueva Zelanda      | 5–0 | Papúa Nueva Guinea |
| 11 de diciembre | Papúa Nueva Guinea | 2-4 | Fiyi               |

### Grupo 2
| País            | J | G | E | P | GF | GC | GD | Pts |
| --------------- | - | - | - | - | -- | -- | -- | --- |
| Australia       | 2 | 2 | 0 | 0 | 7  | 1  | +6 | 4   |
| Nueva Caledonia | 2 | 1 | 0 | 1 | 3  | 7  | –4 | 2   |
| Tahití          | 2 | 0 | 0 | 2 | 1  | 3  | –2 | 0   |

| 6 de diciembre  | Australia       | 1–0 | Tahití          |
| 9 de diciembre  | Tahití          | 1–2 | Nueva Caledonia |
| 11 de diciembre | Nueva Caledonia | 1–6 | Australia       |

## Fase Final

### Tercer Lugar
| 13 de diciembre de 1980 | Fiyi | 4:3     | Nueva Caledonia | ?, Fiji |  |
|                         |      | Reporte |                 |         |  |

### Final
| 13 de diciembre de 1980 | Nueva Zelanda | 2:0     | Australia | ?, Fiji |  |
|                         |               | Reporte |           |         |  |

## Campeón
| Campeonato Sub-20 de la OFC 1980 |
| -------------------------------- |
| Bandera de Nueva Zelanda         |
| Nueva Zelanda 1º Título          |

## Repechaje Mundialista
Nueva Zelanda fracasó en su intento por clasificar a la Copa Mundial de Fútbol Sub-20 de 1981 luego de quedar en segundo lugar en el playoff intercontinental ante Argentina e Israel disputado en Buenos Aires, Argentina. Todos los partidos se jugaron en el Estadio José Amalfitani.
| País          | J | G | E | P | GF | GC | GD | Pts |
| ------------- | - | - | - | - | -- | -- | -- | --- |
| Argentina     | 4 | 4 | 0 | 0 | 7  | 0  | +7 | 8   |
| Nueva Zelanda | 4 | 1 | 1 | 2 | 2  | 5  | –3 | 3   |
| Israel        | 4 | 0 | 1 | 3 | 1  | 5  | –4 | 1   |

| 18 de marzo | Nueva Zelanda | 0–0 | Israel        |
| 20 de marzo | Israel        | 0-1 | Argentina     |
| 22 de marzo | Argentina     | 1–0 | Nueva Zelanda |
| 25 de marzo | Israel        | 1–2 | Nueva Zelanda |
| 27 de marzo | Nueva Zelanda | 0-3 | Argentina     |
| 29 de marzo | Argentina     | 2–0 | Israel        |